# Тридцять сім і два щоранку
«Тридцять сім і два щоранку» (фр. 37°2 le matin) — французький мелодраматичний фільм 1986 року, поставлений режисером Жаном-Жаком Бенексом за романом Філіппа Джиана, опублікованим у 1985 році. У 1987 році стрічку було номіновано на кінопремію Оскар як найкращий фільм іноземною мовою від Франції. У цьому ж році фільм номінувався у 9-ти категоріях на здобуття французької національної кінопремії Сезар та здобув нагороду за найкращий постер.

## Сюжет
30-річний письменник-початківець Зорг (Жан-Юг Англад) працює різноробом у Грюїссані на середземноморському узбережжі Франції. Він живе з красивою, але схильною до істерики, надзвичайно вибуховою 19-річною Бетті (Беатріс Даль). Вони люблять одне одного, їм дуже добре в ліжку, але з роботи, де він охороняв і фарбував пляжні будиночки, його звільняють через її чергову витівку. Поступово стає ясно, що вона хвора — в ресторані, де вони підробляли, вона вдарила відвідувачку виделкою.
Видавці тим часом відмовляються друкувати рукописи Зорга. Бетті з'ясовує стосунки з ними у своїй неповторній манері — одному з них розсікла щоку. Але незважаючи на всі ці спалахи, їхні стосунки на рідкість ніжні, вона вірить в його талант, і тема любові пов'язує в одне ціле неспішний хід, здавалося б, незначних повсякденних подій, що ведуть до трагічного фіналу.

## У ролях
| • Жан-Юг Англад      | … | Зорг           |
| • Беатріс Даль       | … | Бетті          |
| • Жерар Дармон       | … | Едді           |
| • Консуело де Авілан | … | Ліза           |
| • Клементін Селар'є  | … | Анні           |
| • Жак Мату           | … | Боб            |
| • Венсан Лендон      | … | Рішар          |
| • Жан-П'єр Біссон    | … | комісар        |
| • Домінік Пінон      | … | дилер          |
| • Домінік Беснеар    | … | клієнт піцерії |

## Знімальна група
- Автор сценарію — Жан-Жак Бенекс (за романом Філіппа Джиана)
- Режисер-постановник — Жан-Жак Бенекс
- Продюсер — Жан-Жак Бенекс (в титрах не зазначений)
- Асоційований продюсер — Клоді Оссар
- Оператор — Жан-Франсуа Робен
- Композитор — Габріель Яред
- Монтаж — Марі-Ене Дебріль, Моніка Прім, Пабло Ферро (в титрах не зазначений)
- Художник-постановник — Карлос Конті
- Художник по костюмах — Елізабет Таверньє
- Художник-декоратор — Жак Легійон
- Підбір акторів — Домінік Беснеар

## Нагороди та номінації
| Список нагород та номінацій         | Список нагород та номінацій | Список нагород та номінацій     | Список нагород та номінацій | Список нагород та номінацій | Список нагород та номінацій |
| Кінопремія                          | Дата церемонії              | Категорія                       | Номінант(и)                 | Результат                   | Дж                          |
| ----------------------------------- | --------------------------- | ------------------------------- | --------------------------- | --------------------------- | --------------------------- |
| Монреальський кінофестиваль         | 1986                        | Гран-прі Америк                 | Тридцять сім і два щоранку  | Перемога                    |                             |
| Монреальський кінофестиваль         | 1986                        | Найпопулярніший фільм фестивалю | Тридцять сім і два щоранку  | Перемога                    |                             |
| Премія «Оскар»                      | 1987                        | Найкращий фільм іноземною мовою | Тридцять сім і два щоранку  | Номінація                   |                             |
| Премія «Золотий глобус»             | 1987                        | Найкращий фільм іноземною мовою | Тридцять сім і два щоранку  | Номінація                   |                             |
| Премія «Сезар»                      | 7.03.1987                   | Найкращий фільм                 | Тридцять сім і два щоранку  | Номінація                   | [ 3 ]                       |
| Премія «Сезар»                      | 7.03.1987                   | Найкраща режисерська робота     | Жан-Жак Бенекс              | Номінація                   | [ 3 ]                       |
| Премія «Сезар»                      | 7.03.1987                   | Найкращий актор                 | Жан-Юг Англад               | Номінація                   | [ 3 ]                       |
| Премія «Сезар»                      | 7.03.1987                   | Найкраща акторка                | Беатріс Даль                | Номінація                   | [ 3 ]                       |
| Премія «Сезар»                      | 7.03.1987                   | Найкращий актор другого плану   | Жерар Дармон                | Номінація                   | [ 3 ]                       |
| Премія «Сезар»                      | 7.03.1987                   | Найкраща акторка другого плану  | Клементін Селар'є           | Номінація                   | [ 3 ]                       |
| Премія «Сезар»                      | 7.03.1987                   | Найкраща музика до фільму       | Габріель Яред               | Номінація                   | [ 3 ]                       |
| Премія «Сезар»                      | 7.03.1987                   | Найкращий монтаж                | Моніка Прім                 | Номінація                   | [ 3 ]                       |
| Премія «Сезар»                      | 7.03.1987                   | Найкращий постер до фільму      | Крістіан Блондель           | Перемога                    | [ 3 ]                       |
| Премія BAFTA                        | 1987                        | Найкращий іноземний фільм       | Тридцять сім і два щоранку  | Номінація                   |                             |
| Спілка кінокритиків Бостона         | 1987                        | Найкращий фільм іноземною мовою | Тридцять сім і два щоранку  | Перемога                    |                             |
| Міжнародний кінофестиваль в Сіеттлі | 1992                        | Найкращий режисер               | Жан-Жак Бенекс              | Номінація                   |                             |